# ثنيات قولونية
يوجد اثنان من الثنيات أو الانحناءات في القولون المستعرض.
الأولى موجودة في الجانب الأيمن، وتدعى بـالثنية الكبدية.
والثانية توجد في الجانب الأيسر، وتدعى بـالثنية الطحالية.

## البنية
الثنية القولونية اليمنى أو الثنية الكبدية (لوجودها بجوار الكبد) هي الانحناء الحاد بين القولون الصاعد والقولون المستعرض. تتوضع الثنية الكبدية في الربع العلوي الأيمن من البطن. تتلقى ترويتها الدموية من الشريان المساريقي العلوي.
الثنية القولونية اليسرى أو الثنية الطحالية (لقربها من الطحال) هي الانحناء الحاد بين القولون المستعرض والقولون النازل. تعتبر الثنية الطحالية منطقة فاصلة حيث أنها تستقبل تروية دموية مزدوجة من فروع انتهائية للشريان المساريقي العلوي والشريان المساريقي السفلي، مما يجعلها أكثر عرضة للإقفار في حالات هبوط ضغط الدم لأنه لا يملك مصدر تروية رئيسي خاص به. في سياق الإقفار، يشار أحيانًا إلى الثنية الطحالية على أنها (نقطة غريفيث)، إلى جانب المستقيم العلوي (نقطة سوداك).

## صور إضافية

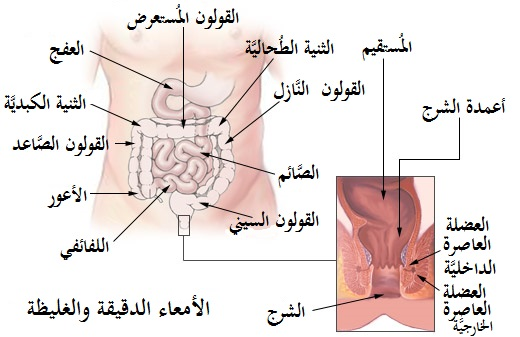
الأمعاء
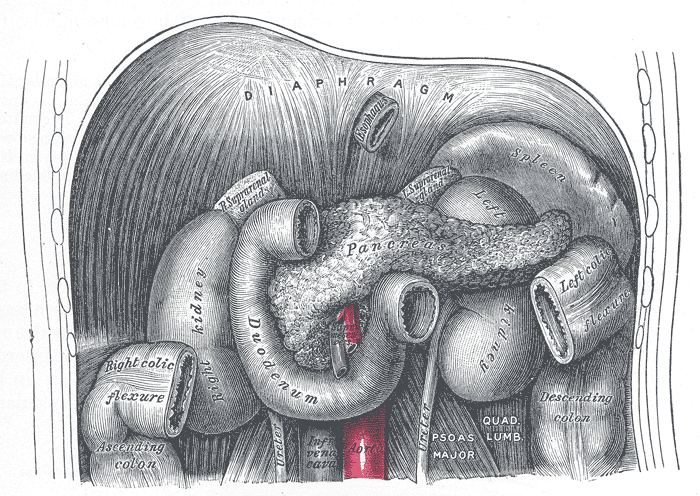
العفج والمعثكلة
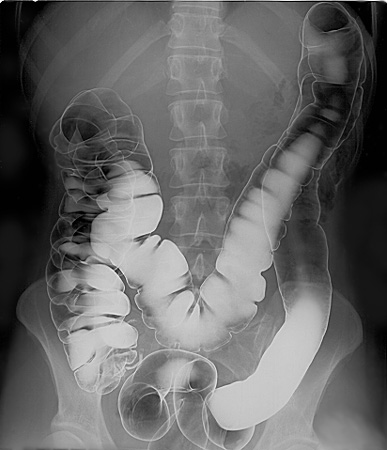
حقنة باريوم تظهر القولون بالتباين المضاعف، مستخدماً التباين الإيجابي والسلبي.

## روابط خارجية
- Lotti M. Anatomy in relation to left colectomy
- صور تشريحية:37:13-0102 في مركز داونستيت الطبي التابع لجامعة نيويورك
- صور تشريحيَّة:8182 على موقع مركز سوني دونستات الطبي.